# Chicago Inferno
El Chicago Inferno fue un equipo de fútbol de los Estados Unidos que alguna vez jugó en la USL Premier Development League, la cuarta liga de fútbol más importante del país.

## Historia
Fue fundado en el año 2009 en la ciudad de Wheaton, Illinois para competir en la National Soccer League de Chicago, Illinois, pero dos años después se unió a la USL Premier Development League, una de las mejores ligas amateur de los Estados Unidos junto a la NPSL.
En su estancia en el cuarto nivel nunca pudo clasificar a los playoffs, ya que nunca superó el sexto lugar de su división, ni tampoco clasificó a la US Open Cup. El 20 de junio del 2014 el Inferno abandonó la USL Premier Development League y sus secciones deportivas de Estados Unidos.

## Temporadas
| Año  | División | Liga | Temporada Regular | Playoffs     | US Open Cup  |
| ---- | -------- | ---- | ----------------- | ------------ | ------------ |
| 2012 | 4        | PDL  | 8º, Great Lakes   | No clasificó | No participó |
| 2013 | 4        | PDL  | 6º, Great Lakes   | No clasificó | No participó |
| 2014 | 4        | PDL  | 6º, Heartland     | No clasificó | No participó |